# Спермула
«Спермула» (фр. Spermula, англ. Spermula) — французький еротичний фантастичний фільм 1976 року режисера Чарльза Меттона з канадською супермоделлю Дейл Геддон у головній ролі.
На момент вихідного релізу було дві версії фільму з різними діалогами та сюжетом — французькою та англійською. Французька версія спочатку була випущена під назвою «L'amour est un fleuve en Russie» і є меншою мірою космічною оперою, ніж англомовна версія, яка більше схиляється до наукової фантастики.

## Сюжет англомовної версії
У 1930-х роках у Сполучених Штатах секта, що складалася з багатих і ексцентричних розпусників, які відкидали будь-яку ідею любові і вважали художню творчість формою зла, намагалася знайти в повній сексуальній свободі екстаз чистого буття. Після конференції, що відбулася в Нью-Йорку в 1937 році, всі члени секти зникли.
Через роки журналіст розшукав їх у таємному місці в лісах Південної Америки, але більше про них нічого не чути.
Через роки ракетний корабель повертає Спермулу та її когорту до цивілізації. Щоб донести своє послання миру і свободи до збожеволілого світу, спермуліти починають «спермулювати» чоловіків, тобто витягувати з них їхню сексуальну сутність, яка викликає агресію, корисливість і ревнощі.
Спермуліти оселяються в маєтку, сусідами якого є мер міста, його нещасна дружина, яка зазнала насильства, його помічник і вдова. Спермула та її компанія спермують окремих чоловіків, готуючись спермувати суспільство оргією. Жінки розбещуються від контакту із зовнішнім світом, а їхня вродлива лідерка Спермула закохується в молодого художника і жертвує своїм безсмертям заради ночі пристрасті з ним.

## Виробництво
«Спермула» була розроблена під робочою назвою «L'amour est un fleuve en Russie» («Кохання, як річка в Росії»). 
Є дві різні версії фільму з абсолютно різними сюжетами. Франкомовний оригінал, який містить відверту еротику, триває 103 хвилини, тоді як англійська версія, випущена в Сполучених Штатах, має тривалість 88 хвилин. Англомовна версія перетворила жінок таємного товариства на інопланетян, вирізала найбільш відверті сцени, змінила порядок збережених сцен і додала кадри з науково-фантастичного фільму «Мовчазна втеча».
Оригінальна франкомовна версія могла включати або не включати кадри оголеної Єви Іонеско, якій було 11 років, коли її оголені фотографії зі знімального майданчика «Спермула» з'явилися в журналах. У фільмі вона представлена як «Petite fille», але жодна версія фільму, що збереглася, не містить кадрів з нею, що означає, що журнальні історії могли бути рекламним трюком.

## Поширення
«Спермула» була випущена у Франції 1976 року.